# Enrique B. Magalona
Enrique B. Magalona (voorheen Saravia) is een gemeente in de Filipijnse provincie Negros Occidental. Bij de laatste census in 2007 had de gemeente ruim 57 duizend inwoners.

## Geschiedenis
In juni 1967 werd de gemeente hernoemd van Saravia naar Enrique B. Magalona ter ere van wijlen senator Enrique Magalona.

## Geografie

### Bestuurlijke indeling
Enrique B. Magalona is onderverdeeld in de volgende 23 barangays:
| - Alacaygan - Alicante - Poblacion I - Poblacion II - Poblacion III - Batea - Consing - Cudangdang - Damgo - Gahit - Canlusong - Latasan | - Madalag - Manta-angan - Nanca - Pasil - San Isidro - San Jose - Santo Niño - Tabigue - Tanza - Tuburan - Tomongtong |

## Demografie
Enrique B. Magalona had bij de census van 2007 een inwoneraantal van 57.424 mensen. Dit zijn 2.934 mensen (5,4%) meer dan bij de vorige census van 2000. De gemiddelde jaarlijkse groei komt daarmee uit op 0,73%, hetgeen lager is dan het landelijk jaarlijks gemiddelde over deze periode (2,04%). Vergeleken met de census van 1995 is het aantal mensen met 3.003 (5,5%) toegenomen.

## Geboren in Enrique B. Magalona
- Enrique Magalona (5 november 1891), senator (overleden 1960);
- Esteban Abada (15 maart 1896), senator (overleden 1954);
- Haydee Yorac (4 maart 1941), jurist en topfunctionaris (overleden 2005).